# Tűzmegelőzés
A tűzmegelőzés a tüzek keletkezésének megelőzésére, továbbterjedésének megakadályozására, illetőleg a tűzoltás alapvető feltételeinek biztosítására vonatkozó, a létesítés és a használat során megtartandó tűzvédelmi jogszabályok, szabványok, hatósági előírások rendszere és az azok érvényesítésére irányuló tevékenység.
A tűzmegelőzés célja egyrészről, hogy intézkedéseivel megelőzze a tüzek keletkezését. Tekintettel arra, hogy ez – amíg bolygónk légkörének 21%-át az égést tápláló oxigén teszi ki, és az ember természetes és épített környezetének jelentős hányadában éghető anyagok vannak – teljes mértékig nem lehetséges, tovább kell gondolni a tűz okozta veszélyhelyzet csökkentésének módját. Ennek érdekében a tűzmegelőzés gondoskodik a tűz továbbterjedésének megakadályozásáról. Másrészt a tűzmegelőzés megteremti a tűzoltás (beleértve az életmentést is) alapvető feltételeit.